# Ravenska Kapela
Ravenska Kapela je umjetno jezero u Koprivničko-križevačkoj županiji. Nalazi se u blizini naselja Kapela Ravenska (po kojem je dobilo ime) u sastavu općine Sveti Petar Orehovec. Ima površinu 12 hektara, dubina jezera je 2 – 3 m. Jezero je poznato za ribolov, živi u njemu šarani, amuri, smuđi, štuke i somovi.